# Foto Háber
Foto Háber (titlul original: în maghiară Fotó Háber) este un film dramatic de spionaj maghiar, realizat în 1963 de regizorul Zoltán Várkonyi, protagoniști fiind actorii Éva Ruttkai, Zoltán Latinovits, Miklós Szakáts, Mária Sulyok.

## Rezumat
Fotograful din centrul orașului, Háber și grupul său desfășoară misiuni secrete pentru o organizație de spionaj. Csíky, un om de la contraspionaj, dându-se drept teolog, se infiltrează în banda care are o sarcină deosebit de importantă de a obține date în legătură cu radarul „R-100”. Suspiciosul Habber îl urmărește pe Csíky prin tânăra sa colegă Anni, dar aceasta se îndrăgostește de falsul preot și trimite în străinătate documente false. După terminarea acțiunii, Csíky este desconspirat de „Șefa” tutungeriei vecine cu magazinul „Foto Háber”, dar Anni informează poliția la timp...

## Distribuție
- Éva Ruttkai – Barabás Anna (Anni)
- Zoltán Latinovits – Csiky Gábor
- Antal Páger – colonelul de poliție
- Miklós Szakáts – Háber
- Mária Sulyok – tutungereasă, „Șefa”
- Zsuzsa Lehoczky – Mucus
- László Csákányi – Schmidt
- Attila Nagy – Hosszú
- Zoltán Várkonyi – Schultze
- László Inke –
- László Ungváry – Balogh
- Frigyes Bárány – Béres, locotenent
- Ernö Szabó –
- Attila Lõte –
- Rózsi Ács –
- János Árva –
- János Boros –
- Gyula Benkö –
- Karola Csürös –
- Ilona Dajbukát –
- Sándor Deák – un ofițer de poliție
- János Dömsödi –
- Antal Farkas – Kárász János
- József Fonyó – Grúber Sándor
- János Garics – un ofițer de poliție
- György Györffy –
- József Kautzky –
- Béla Kollár – un ofițer de poliție
- Károly Kovács –
- Tibor Molnár – un ofițer de poliție
- Imre Sinkovits –
- István Szatmári –
- Hédi Zilahi –